# Liste der Baudenkmale in Steinfeld (Oldenburg)
In der Liste der Baudenkmale in Steinfeld sind alle Baudenkmale der niedersächsischen Gemeinde Steinfeld (Oldenburg) mit dem Kernort Steinfeld und den Ortsteilen Baring, Brokamp-Wieferich, Düpe, Harpendorf, Holthausen, Lehmden, Mühlen, Ondrup, Schemde und Haskamp aufgelistet. Die Quelle der Baudenkmale ist der Denkmalatlas Niedersachsen. Der Stand der Liste ist der 11. November 2024.

## Allgemein
In den Spalten befinden sich folgende Informationen:
- Lage: die Adresse des Baudenkmales und die geographischen Koordinaten. Kartenansicht, um Koordinaten zu setzen. In der Kartenansicht sind Baudenkmale ohne Koordinaten mit einem roten Marker dargestellt und können in der Karte gesetzt werden. Baudenkmale ohne Bild sind mit einem blauen Marker gekennzeichnet, Baudenkmale mit Bild mit einem grünen Marker.
- Bezeichnung: Bezeichnung des Baudenkmales
- Beschreibung: die Beschreibung des Baudenkmales. Unter § 3 Abs. 2 NDSchG werden Einzeldenkmale und unter § 3 Abs. 3 NDSchG Gruppen baulicher Anlagen und deren Bestandteile ausgewiesen.
- ID: die Objekt-ID des Baudenkmales
- Bild: ein Bild des Baudenkmales, ggf. zusätzlich mit einem Link zu weiteren Fotos des Baudenkmals im Medienarchiv Wikimedia Commons. Wenn man auf das Kamerasymbol klickt, können Fotos zu Baudenkmalen aus dieser Liste hochgeladen werden:

## Steinfeld

### Gruppe: Pastorat Steinfeld
Die Gruppe „Pastorat Steinfeld“ besteht aus dem Pastorat aus der Zeit um die Mitte des 19. Jahrhunderts mit Garten und Baumbestand. Die Gruppe hat die ID 35651614.

| Lage                                           | Bezeichnung | Beschreibung | ID       | Bild |
| ---------------------------------------------- | ----------- | --- | -------- | ---- |
| Diepholzer Straße 1 52° 35′ 13″ N, 8° 13′ 7″ O | Wohnhaus    | 1859 errichtetes eingeschossiges massives verputztes Pastoratsgebäude unter einem Krüppelwalmdach                                                                           | 35761085 | BW   |
| Diepholzer Straße 1 52° 35′ 13″ N, 8° 13′ 9″ O | Wegekapelle | Im Osten des Gartens wurde 1937 eine verputzte Wegekapelle unter einem Zeltdach errichtet. Die Statuen stammen aus einer 1982 abgebrochenen Grotte des St. Franziskusstift. | 35761114 | BW   |
| Diepholzer Straße 1 52° 35′ 13″ N, 8° 13′ 9″ O | Baumbestand | Der Baumbestand befindet sich im Osten des Pastorats. | 35761602 | BW   |

### Gruppe: Hof Wilberding
Die Gruppe „Hof Wilberding“ ist eine jüngere Hofanlage aus der Zeit um 1900 mit Kreuzigungsgruppe. Die Gruppe hat die ID 35651643.

| Lage                                       | Bezeichnung       | Beschreibung | ID       | Bild |
| ------------------------------------------ | ----------------- | --- | -------- | ---- |
| Große Straße 1 52° 35′ 13″ N, 8° 12′ 48″ O | Wohnhaus          | 1904 errichtetes eingeschossiges Backsteingebäude unter einem Satteldach mit Mittelrisalit.                                                                                            | 35761216 | BW   |
| Große Straße 1 52° 35′ 13″ N, 8° 12′ 47″ O | Scheune           | 1904 errichtete eingeschossige Backsteinscheune unter einem Satteldach mit angebauter Remise.                                                                                          | 35761275 | BW   |
| Große Straße 1 52° 35′ 12″ N, 8° 12′ 48″ O | Kreuzigungsgruppe | Um 1920 auf der Hofanlage für zwei gefallene Familienangehörige errichtete Kreuzigungsgruppe aus Sandstein auf Backsteinsockeln: Maria und Johannes flankieren den gekreuzigten Jesus. |          | BW   |

### Gruppe: Dorfschmiede Steinfeld
Die Gruppe „Dorfschmiede Steinfeld“ bestand aus dem Wohnhaus und der Schmiede und wurde wegen des Abbruchs aufgelöst. Die Gruppe hatte die ID 35651629.

| Lage                                       | Bezeichnung | Beschreibung | ID       | Bild |
| ------------------------------------------ | ----------- | --- | -------- | ---- |
| Große Straße 4 52° 35′ 12″ N, 8° 12′ 50″ O | Wohnhaus    | 1880 errichtetes Fachwerkgebäude unter einem Schopfwalmdach | 35761325 | BW   |
| Große Straße 6 52° 35′ 12″ N, 8° 12′ 51″ O | Schmiede    | Die als Fachwerkgebäude errichtete Schmiede unter einem Satteldach war bis 1989 in Betrieb. 2007 wurde der Abriss der Schmiede genehmigt und das Gebäude und die Gruppe danach aus dem Denkmalverzeichnis gestrichen. | 35761351 | BW   |

### Einzeldenkmale
| Lage                                                                      | Bezeichnung | Beschreibung | ID       | Bild |
| ------------------------------------------------------------------------- | ----------- | --- | -------- | ---- |
| Pastor-Schlichting-Straße / Diepholzer Straße 52° 35′ 14″ N, 8° 13′ 12″ O | Friedhof    | Friedhofsanlage | 35651556 | BW   |
| Pastor-Schlichting-Straße / Diepholzer Straße 52° 35′ 14″ N, 8° 13′ 12″ O | Kreuzweg    | Der Kreuzweg ist Teil der Friedhofsanlage. | 35761165 | BW   |
| Große Straße 3 52° 35′ 16″ N, 8° 12′ 50″ O                                | Gerberei    | Die Lohgerberei wurde 1858 bis 1860 als zweigeschossiges Fachwerkgebäude unter einem Satteldach errichtet. Dabei wurden Holzbalken der alten Holdorfer Kapelle genutzt. Die Lohgerberei wurde von 2005 bis 2007 durch den Heimatverein auf dem Grundstück nach Norden versetzt. | 35761582 |      |
| Große Straße 23/23A 52° 35′ 14″ N, 8° 12′ 58″ O                           | Wohnhaus    | Um 1900 errichtetes anderthalbgeschossiges Backsteingebäude mit Drempel und unter einem Satteldach (sog. „Oldeburger Hundehütte“) | 35761376 | BW   |
| Große Straße 32 52° 35′ 13″ N, 8° 13′ 4″ O                                | Kirche      | Die Kirche St. Johannes Baptist Steinfeld wurde von 1897 bis 1899 wurde nach dem Entwurf von Wilhelm Rincklake durch dessen Bruder August Rincklake als neogotische Stufenhalle und als Ziegelgebäude mit Westturm errichtet.                                                   | 35761398 |      |
| Holdorfer Straße 4 52° 35′ 38″ N, 8° 11′ 27″ O                            | Wegekapelle | 1930 für zwei im Ersten Weltkrieg gefallene Familienangehörige errichtetes quadratisches Backsteingebäude unter einem Pyramidendach, sog. „Hof- und Prozessionskapelle Mählmeyer“.                                                                                              | 35761531 | BW   |
| Holdorfer Straße 4 52° 35′ 38″ N, 8° 11′ 26″ O                            | Baumbestand | Im Halbkreis formieren sich Kopflinden um die Wegekapelle. | 35761795 | BW   |
| Ziegelstraße 52° 34′ 58″ N, 8° 13′ 6″ O                                   | Kollergang  | Das Mahlwerk für Ton wurde um 1900 für die Ziegelei Josef Wilberding über eine Dampfmaschine angetrieben und 1913 mit einem Elektromotor ausgestattet. 1973 wurde der Kollergang stillgelegt und an die Parkanlage beim Ziegeleiteich zur Erinnerung versetzt.                  | 35761444 |      |
| L 846                                                                     | Meilenstein | An der Chaussee Oldenburg-Vechta-Damme bei Kilometer 65 errichteter rechteckiger Monolith. | 35761490 |      |

### Ehemalige Baudenkmale
| Lage                                             | Bezeichnung              | Beschreibung | ID       | Bild |
| ------------------------------------------------ | ------------------------ | --- | -------- | ---- |
| Am Rathausplatz 52° 35′ 11″ N, 8° 12′ 58″ O      | Rathaus                  | 1952 errichtetes Rathausgebäude („Altes Rathaus“). 1986 nicht mehr im Denkmalverzeichnis geführt. | 35761511 | BW   |
| (Große Straße) 52° 35′ 14″ N, 8° 12′ 50″ O       | Flusslauf                | Der Mühlenbach wurde für die alte Gerberei genutzt. | 35761699 | BW   |
| Diepholzer Straße 53 52° 35′ 17″ N, 8° 13′ 32″ O | Wohn-/Wirtschaftsgebäude | Das als Heuerhaus errichtete verputzte Fachwerkgebäude unter einem Satteldach war bei ungenehmigten Abbrucharbeiten im November 1993 abgebrannt und nachfolgend aus dem Denkmalverzeichnis gestrichen worden.                                                                         | 35761139 | BW   |
| Diepholzer Straße 53 52° 35′ 17″ N, 8° 13′ 32″ O | Baumbestand              | Die als Hausbaum bestehende Buche wurde nach dem Brand des Gebäudes im November 1993 ebenfalls aus dem Denkmalverzeichnis gestrichen. | 35761771 | BW   |
| Friedensstraße 3 52° 35′ 17″ N, 8° 13′ 8″ O      | Zapfsäule                | Vor 2007 befand sich hier eine Zapfsäule aus dem 19. Jahrhundert. Sie wurde als Museumsstück in die Lohgerberei gebracht und damit als Denkmal aus dem Verzeichnis gestrichen. | 35761188 | BW   |
| Friedlandstraße 19 52° 34′ 56″ N, 8° 11′ 48″ O   | Kirche                   | Die von 1963 bis 1964 als Ersatz für eine Notkirche von Otto Bartning errichtete Auferstehungskirche ist ein Backsteinbau unter einem Satteldach mit freistehendem Glockenturm. 2023 wurde die Kirche nicht im Denkmalverzeichnis nach Prüfung geführt.                               | 51947380 | BW   |
| Westring 52° 35′ 17″ N, 8° 12′ 36″ O             | Straße                   | Als Abschnitt des früheren Düper Kirchwegs wurde die Straße Mitte des 20. Jahrhunderts mit unterschiedlicher Pflasterung versehen. | 41990611 | BW   |
| Ziegelstraße 52° 35′ 10″ N, 8° 13′ 2″ O          | Straße                   | Als das historische Pflaster 1986 aufgenommen und eine neue Pflasterung vorgenommen wurde, ist der Straßenzug aus dem Denkmalverzeichnis genommen worden. | 35761423 | BW   |
| Friedlandstraße 52° 34′ 57″ N, 8° 11′ 48″ O      | Kirche                   | 1950 in Fertigbauweise errichtetes Gemeindezentrum als Notkirche von Otto Bartning. 1964 bis 1980 als Jugendzentrum genutzt und 1982 nach Ahlhorn transloziert. Das Gebäude wird dort als Kapelle St. Petri bei den Fischteichen genutzt. Hier aus dem Denkmalverzeichnis gestrichen. | 35761468 |      |

## Harpendorf

### Einzeldenkmale
| Lage                                           | Bezeichnung              | Beschreibung                                                                                         | ID       | Bild |
| ---------------------------------------------- | ------------------------ | --- | -------- | ---- |
| Auf dem Brink 4 52° 35′ 51″ N, 8° 10′ 47″ O    | Wohn-/Wirtschaftsgebäude | In der ersten Hälfte des 19. Jahrhunderts errichtetes Zweiständer-Hallenhaus unter einem Satteldach  | 35760261 | BW   |
| Harpendorfer Weg 5 52° 35′ 53″ N, 8° 10′ 49″ O | Wohn-/Wirtschaftsgebäude | In der ersten Hälfte des 19. Jahrhunderts errichtetes Zweiständer-Hallenhaus unter einem Satteldach. | 52803801 | BW   |

### Ehemaliges Baudenkmal
| Lage                                   | Bezeichnung              | Beschreibung | ID       | Bild |
| -------------------------------------- | ------------------------ | --- | -------- | ---- |
| Vorheide 9 52° 35′ 37″ N, 8° 10′ 48″ O | Wohn-/Wirtschaftsgebäude | 1821 errichtetes Zweiständer-Hallenhaus, das an den Traufseiten verändert wurde. 1997 wurde das Gebäude in den Dammer Ortsteil Nienhausen versetzt und damit hier aus dem Denkmalverzeichnis gestrichen. | 35760283 | BW   |

## Holthausen

### Gruppe: Wassermühle Holthausen
| Lage                                      | Bezeichnung | Beschreibung | ID       | Bild |
| ----------------------------------------- | ----------- | --- | -------- | ---- |
| Holthausen 81 52° 36′ 12″ N, 8° 14′ 11″ O | Mühle       | Die Wassermühle wurde als Backsteingebäude unter einem Satteldach errichtet. Nicht mehr erhalten sind Wasserrad und Welle. Die übrige Mühlen einrichten ist noch vorhanden. Südlich ist eine Backstube angebaut. | 35760334 | BW   |
| Holthausen 81 52° 36′ 12″ N, 8° 14′ 11″ O | Stauwehr    | Der Mühlenstau ist noch vorhanden. | 35761675 | BW   |
| Holthausen 81 52° 36′ 10″ N, 8° 14′ 12″ O | Mühlenteich | Aus dem Mühlenteich wird die Mühle versorgt. | 35760361 | BW   |
| Holthausen 81 52° 36′ 11″ N, 8° 14′ 12″ O | Baumbestand | Der Mühlenteich wird von einem Baumbestand umgeben. | 35761944 | BW   |

### Einzeldenkmale
| Lage                                                      | Bezeichnung | Beschreibung                                                                                            | ID       | Bild |
| --------------------------------------------------------- | ----------- | --- | -------- | ---- |
| Diepholzer Straße 65 52° 35′ 26″ N, 8° 14′ 22″ O          | Wegekapelle | Um 1900 wurde hier eine Fachwerkkapelle durch das heutige Backsteingebäude ersetzt                      | 35760309 | BW   |
| Kroger Straße 39 52° 36′ 8″ N, 8° 14′ 18″ O               | Wegekapelle | Die zum Hof Athmann gehörende neogotische Hofkapelle wurde in der Mitte des 20. Jahrhunderts errichtet. | 35760386 | BW   |
| Kroger Straße / Haskamper Esch 52° 36′ 1″ N, 8° 14′ 14″ O | Bildstock   | 1854 aufgestellter steinernes Kruzifix                                                                  | 35760410 | BW   |

### Ehemaliges Baudenkmal
| Lage                                       | Bezeichnung              | Beschreibung | ID       | Bild |
| ------------------------------------------ | ------------------------ | --- | -------- | ---- |
| Kuhlenheide 16a 52° 36′ 3″ N, 8° 14′ 47″ O | Wohn-/Wirtschaftsgebäude | Das Zweiständer-Hallenhaus unter einem Satteldach wurde als Heuerlingshaus errichtet und 1995 mit Genehmigung abgebrochen. Sodann wurde das Gebäude aus dem Denkmalverzeichnis entfernt. | 35760434 | BW   |

## Lehmden

### Einzeldenkmal
| Lage                                     | Bezeichnung | Beschreibung | ID       | Bild |
| ---------------------------------------- | ----------- | --- | -------- | ---- |
| Hinners Damm 52° 38′ 58″ N, 8° 16′ 20″ O | Pflaster    | Um 1900 zur Erschließung des Gebiets „Haverbecker Moor“ angelegte Straße in der Mitte mit Backstein und sonst mit Pflasterung aus Naturstein von ca. zwei Kilometer Länge. | 35760458 | BW   |

### Ehemaliges Baudenkmal
| Lage                                                       | Bezeichnung | Beschreibung | ID       | Bild |
| ---------------------------------------------------------- | ----------- | --- | -------- | ---- |
| Alte Schulstraße 1 (Lehmden 15) 52° 35′ 7″ N, 8° 16′ 12″ O | Scheune     | Nach 1854 errichtete Fachwerkscheune mit Eternitplatten. 1997 wegen des Erhaltungszustands aus dem Denkmalverzeichnis entfernt. | 35760480 | BW   |

## Mühlen

### Gruppe: Franziskanerkloster Mühlen
Die Gruppe „Franziskanerkloster Mühlen“ besteht aus der 1908 angelegten Klosteranlage und hat die ID 35651599.

| Lage                                     | Bezeichnung    | Beschreibung | ID       | Bild           |
| ---------------------------------------- | -------------- | --- | -------- | -------------- |
| Dorfstraße 38 52° 37′ 6″ N, 8° 12′ 44″ O | Kirche         | Die Kirche St. Bonaventura Mühlen ist eine von 1908 bis 1910 nach Plänen von Quintilian Borren errichtete Backsteinbasilika St. Bonaventura im Stil des Historismus mit spätromanischen Formen mit einem Querhaus. Auf der Vierung des Satteldachs befindet sich ein Dachreiter. | 35760590 | Weitere Bilder |
| Poststraße 7 52° 37′ 7″ N, 8° 12′ 43″ O  | Klostergebäude | Das 1909 errichtete zweigeschossige Backsteingebäude, das in den 1950er Jahren umgestaltet wurde, unter einem Satteldach schließt unmittelbar an die Kirche an. | 35760618 | BW             |
| Poststraße 11 52° 37′ 8″ N, 8° 12′ 45″ O | Nebengebäude   | Um 1909 errichtetes eingeschossiges Backsteinbau unter einem Satteldach. Heute als Pfarrheim genutzt. | 35760786 | BW             |
| Dorfstraße 38 52° 37′ 6″ N, 8° 12′ 40″ O | Kreuzweg       | Der Kreuzweg mit seinen 14 Stationen rahmt das Kloster und den Klostergarten ein. Station XII wurde ersetzt. | 35761721 | BW             |
| Dorfstraße 38 52° 37′ 8″ N, 8° 12′ 39″ O | Garten         | Eingeschlossen vom Kreuzweg schließt sich nordwestlich der Klostergebäude der Klostergarten mit Baumbestand an. | 35760641 | BW             |
| Dorfstraße 38 52° 37′ 3″ N, 8° 12′ 47″ O | Kriegerdenkmal | 1921 bis 1923 errichtetes Mahnmal aus verputztem Backstein für die Gefallenen des Ersten Weltkrieges. Im März 1989 abgebrochen, aber Neubau in Natursandstein in gleicher Form.                                                                                                  | 35760667 | BW             |

### Gruppe: Wassermühle des Meierhofes Mühlen
Die Gruppe „Wassermühle des Meierhofes Mühlen“ war früher mit der Hofanlage Am Hövel 12 geführt worden. Die Gruppe hat die ID 35651585.

| Lage                                   | Bezeichnung              | Beschreibung | ID       | Bild |
| -------------------------------------- | ------------------------ | --- | -------- | ---- |
| Am Hövel 12B 52° 37′ 4″ N, 8° 13′ 7″ O | Mühle                    | 1834 errichtetes eingeschossiges Fachwerkgebäude unter einem Satteldach. Das hölzerne Wasserrad ist erhalten. Erhalten aus der Bauzeit sind das Dach und Deckenbalken. | 35760559 |      |
| Am Hövel 12 52° 37′ 1″ N, 8° 13′ 11″ O | Teich                    | Der Mühlenteich besteht tatsächlich aus zwei verbundenen Teichen, die 1995 in ihre frühere Form zurückgebaut wurden.                                                   | 35761649 | BW   |
| Am Hövel 12 52° 37′ 4″ N, 8° 13′ 8″ O  | Wehr                     | Das Stauwehr ist aus Holz gefertigt. | 35761870 | BW   |
| Am Hövel 12 52° 37′ 4″ N, 8° 13′ 7″ O  | Baumbestand              | Der Baumbestand an der Wassermühle ist sehr alt. | 35762319 | BW   |
| Am Hövel 12 52° 37′ 5″ N, 8° 13′ 10″ O | Wohn-/Wirtschaftsgebäude | Fachwerkgebäude. 1990 aus dem Denkmalverzeichnis gestrichen. | 35760506 | BW   |
| Am Hövel 12 52° 37′ 5″ N, 8° 13′ 11″ O | Scheune                  | Eingeschossige Fachwerkscheune unter einem Satteldach mit Quereinfahrt. Durch die Umgestaltung 1990 aus dem Denkmalverzeichnis gestrichen.                             | 35760533 | BW   |

### Einzeldenkmale
| Lage                                          | Bezeichnung              | Beschreibung | ID       | Bild |
| --------------------------------------------- | ------------------------ | --- | -------- | ---- |
| Auf dem Brokamp 7 52° 36′ 35″ N, 8° 11′ 32″ O | Wohn-/Wirtschaftsgebäude | 1888 errichtetes Backsteingebäude, das einem Vierständerhallenhaus nachempfunden ist, unter einem Satteldach. Hauptgebäude der Hofanlage Brokamp. In den 1940er Jahren war das Gebäude eingestürzt und erneut aufgebaut. | 44884144 | BW   |
| Hufeisenstraße 31 52° 37′ 30″ N, 8° 12′ 54″ O | Speicher                 | In der zweiten Hälfte des 18. Jahrhunderts errichteter Fachwerkspeicher unter einem Satteldach | 35760693 | BW   |
| Köttenmoor 1 52° 37′ 9″ N, 8° 13′ 52″ O       | Wohn-/Wirtschaftsgebäude | 1788 errichtetes Zweiständer-Fachwerkgebäude unter einem Satteldach. Der Giebel kragt dreifach vor. | 35760717 | BW   |
| Köttenmoor 2 52° 37′ 9″ N, 8° 13′ 55″ O       | Wohn-/Wirtschaftsgebäude | Das Zweiständer-Hallenhaus unter einem Satteldach wurde Anfang des 19. Jahrhunderts errichtet. Ursprünglich war es die Schule von Harpendorf und wurde hierher transloziert.                                             | 35760741 | BW   |

### Ehemaliges Baudenkmal
| Lage                                             | Bezeichnung              | Beschreibung                                                                                               | ID       | Bild |
| ------------------------------------------------ | ------------------------ | --- | -------- | ---- |
| Münsterlandstraße 39 52° 36′ 44″ N, 8° 12′ 32″ O | Wohn-/Wirtschaftsgebäude | Das Heuerhaus Gerberding wurde 1987 mit Genehmigung abgebrochen und aus dem Denkmalverzeichnis gestrichen. | 35760765 | BW   |

## Ondrup

### Einzeldenkmal
| Lage                                              | Bezeichnung              | Beschreibung | ID       | Bild |
| ------------------------------------------------- | ------------------------ | --- | -------- | ---- |
| Lohner Straße 52° 36′ 22″ N, 8° 13′ 14″ O         | Kapelle                  | Die sog. „Ondruper Kapelle“ (St. Petrus), ein achteckiges Backsteingebäude unter einem Zeltdach mit einem Portikus unter einem Satteldach, wurde 1852 errichtet. Das Innere besticht durch die Malereien von Arnold Moormann.            | 35760885 | BW   |
| Münsterlandstraße 45A 52° 36′ 41″ N, 8° 12′ 28″ O | Wohn-/Wirtschaftsgebäude | Das Gerüst des Zweiständer-Hallenhauses, das wohl für Heuerlinge gebaut wurde, konnte auf 1691 datiert werden. Das Gebäude steht unter einem Satteldach und wurde wohl 1832 nach der Inschrift errichtet. 1910 erfolgte eine Erneuerung. | 35760832 | BW   |
| Am Riedebach 2 52° 36′ 39″ N, 8° 12′ 12″ O        | Wohn-/Wirtschaftsgebäude | Nach der Inschrift wurde das Zweiständer-Hallenhaus wohl für Heuerlinge 1736 unter einem Satteldach mit Reetdeckung errichtet. Früher wurde das Denkmal unter der Adresse Münsterlandstraße 50 geführt.                                  | 35760859 | BW   |

### Ehemaliges Baudenkmal
| Lage                                        | Bezeichnung | Beschreibung                                                                               | ID       | Bild |
| ------------------------------------------- | ----------- | ------------------------------------------------------------------------------------------ | -------- | ---- |
| Mühlenstraße 14 52° 36′ 47″ N, 8° 13′ 47″ O | Backhaus    | Das Fachwerkgebäude wurde 2002 abgebrochen und 2007 aus dem Denkmalverzeichnis gestrichen. | 35760809 | BW   |

## Schemde

### Einzeldenkmale
| Lage                                                | Bezeichnung              | Beschreibung | ID       | Bild |
| --------------------------------------------------- | ------------------------ | --- | -------- | ---- |
| Dammer Straße 52° 33′ 59″ N, 8° 12′ 31″ O           | Mühle                    | Eine Wassermühle soll bereits 1552 vorhanden gewesen sein. Die als Fachwerkgebäude auf einem Bruchsteinsockel und unter einem Satteldach errichtete Wassermühle Haskamp (auch: „Lübbingsmühle“) wird auf 1864 datiert. Das Wasserrad existiert nicht mehr. Angegliedert ist ein Sägewerk. Der Betrieb als Wassermühle wurde 1957 eingestellt. Das Mahlen erfolgte von 1958 bis 1968 durch einen Elektromotor. | 35761008 | BW   |
| Dammer Straße 41 52° 34′ 34″ N, 8° 12′ 40″ O        | Kapelle                  | Um 1870 wurde die Wegekapelle in Backstein unter einem Satteldach auf dem Hof errichtet. | 35760911 | BW   |
| Handorfer Straße 109 52° 34′ 32″ N, 8° 11′ 30″ O    | Bildstock                | 1800 aus Sandstein gestalteter Bildstock | 35760238 | BW   |
| Handorfer Straße 111 52° 34′ 28″ N, 8° 11′ 29″ O    | Wohn-/Wirtschaftsgebäude | Zweiständer-Hallenhaus | 35760958 | BW   |
| Zur Schemder Bergmark 9 52° 34′ 38″ N, 8° 13′ 12″ O | Wohn-/Wirtschaftsgebäude | 1804 errichtetes Zweiständer-Hallenhaus | 35760934 | BW   |

### Ehemaliges Baudenkmal
| Lage                                             | Bezeichnung              | Beschreibung | ID       | Bild |
| ------------------------------------------------ | ------------------------ | --- | -------- | ---- |
| Handorfer Straße 111 52° 34′ 32″ N, 8° 11′ 26″ O | Wohn-/Wirtschaftsgebäude | Das in Fachwerk errichtete Heuerlinghaus war Anfang der 1990er Jahre eingestürzt und dann abgebrochen worden. 1991 wurde es aus dem Denkmalverzeichnis gestrichen. | 35760982 | BW   |